# Michel Serrault

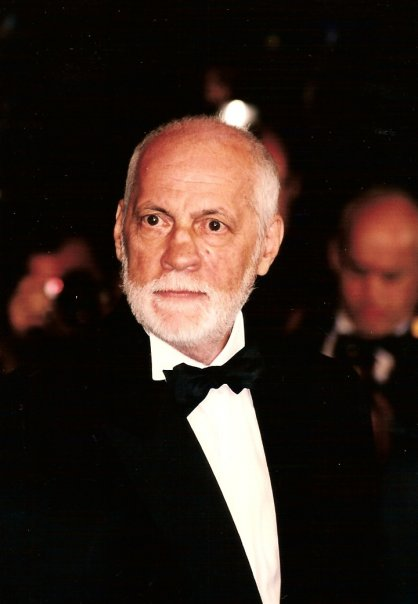
Michel Serrault bei den Filmfestspielen von Cannes 1997

Michel Serrault (* 24. Januar 1928 in Brunoy bei Paris; † 29. Juli 2007 in Honfleur in der Basse-Normandie) war ein französischer Schauspieler. Während er zu Beginn seiner Karriere überwiegend in Komödien und beim Boulevard spielte, wurde er in seiner zweiten Lebenshälfte als Charakterdarsteller von Sonderlingen, Egozentrikern und Außenseitern besetzt.

## Leben und Werk
Als Kind schwankten seine Berufswünsche zwischen Clown und Priester. Ein Theologiestudium brach er nach wenigen Wochen ab, um am „Centre dramatique“ Schauspiel zu lernen. Später wurde er eines der jüngsten Mitglieder der Comédie-Française. Dort lernte er auch Jean Poiret kennen, mit dem er Kabarett-Programme, Komödien und Sketche auf Pariser Bühnen brachte. Unter Poirets Regie spielte er am Théâtre du Palais-Royal ab 1973 mehr als 900-mal die Rolle des „Albin Mougeotte“, des Geliebten eines homosexuellen Nachtclubbesitzers und Star in dessen Club, in dem Theaterstück Ein Käfig voller Narren. Mit der gleichnamigen Verfilmung (1978) gelang Serrault der Durchbruch als weithin bekannter Filmschauspieler.
Er spielte über 150 Film- und Fernsehrollen, war als Charakterdarsteller weltweit anerkannt und galt in Frankreich als einer der besten Bühnendarsteller in Stücken von Shakespeare und Molière.
Serrault war achtmal für den wichtigsten französischen Filmpreis, den César als bester Hauptdarsteller, nominiert und gewann ihn dreimal: 1979 für Ein Käfig voller Narren, 1982 als Mordverdächtiger in Das Verhör und 1995 als alternder Geliebter in Nelly & Monsieur Arnaud an der Seite von Emmanuelle Béart.
Michel Serrault war ab 1958 mit Juanita (Nita) Saint-Peyron verheiratet und hatte zwei Töchter, (* 1959) und  (* 1962); die ältere kam 1977 bei einem Autounfall ums Leben.
Er starb im Alter von 79 Jahren an Krebs. Er wurde 2007 auf dem „Cimetière Sainte-Catherine“ von Honfleur beigesetzt. 2009 wurden die sterblichen Überreste auf den alten Friedhof von Neuilly-sur-Seine umgebettet.

## Zitate
„Ich spiele lieber fünf Minuten eine interessante Rolle in einem schlechten Film als 90 Minuten eine banale Rolle in einem guten Film.“

„Ich lasse mit meinem Spiel gerne die Vermutung reifen, dass wir alle arme Wesen sind, die unschöne Dinge tun können. Ob jemand ein Held oder ein Mistkerl wird, hängt manchmal nur an dem Flügelschlag eines Schmetterlings. Ich bin eine Art Brache, auf der ich weiß nicht welches Geheimnis gedeiht. In den schlimmsten Charakteren versuche ich jenen Moment größter Not darzustellen, der den Schrecken tilgt und in dem – für die Dauer einer Sekunde – die Fähigkeit zur Gnade entstehen kann, die alles verändert. Ich muss Zweifel säen und selbst verlorene Seelen zurückkaufen.“

## Filmografie (Auswahl)
- 1954: Die Knallschote (Ah! Les belles bacchantes)
- 1955: Die Teuflischen (Les diaboliques)
- 1956: Pariser Luft (Cette sacrée gamine)
- 1957: Assassins et Voleurs
- 1961: Der tolle Amerikaner (La belle Américaine)
- 1962: Das Ruhekissen (Le Repos du guerrier)
- 1962: Wir fahren nach Deauville (Nous irons à Deauville)
- 1963: Karambolage (Carambolages)
- 1964: Radieschen von unten (Des pissenlits par la racine)
- 1965: Caroline und die Männer über vierzig (Moi et les hommes de 40 ans)
- 1965: 100 Millionen im Eimer (Cent briques et des tuiles)
- 1972: Le Viager
- 1973: Ein gutes Geschäft/Auch die Engel essen Linsen
- 1973: Die Gaspards (Les Gaspards)
- 1975: Der rote Ibis (L’ibis rouge)
- 1975: Der Clou der Madame P.p. (C'est pas parce qu'on a rien à dire qu'il faut fermer sa gueule)
- 1977: Frau zu verschenken (Preparez vos mouchoirs)
- 1978: Das Geld der anderen (L’argent des autres)
- 1978: Ein Käfig voller Narren (La cage aux folles)
- 1979: Den Mörder trifft man am Buffet (Buffet froid)
- 1980: Noch ein Käfig voller Narren (La cage aux folles II)
- 1980: Auch Mörder haben schöne Träume "(Pile ou face)"
- 1981: Malevil
- 1981: Das Verhör (Garde à vue)
- 1982: Die verrücktesten 90 Minuten vor Christi Geburt (Deux heures moins le quart avant Jésus-Christ)
- 1982: Die Fantome des Hutmachers (Les fantômes du chapelier)
- 1983: Das Auge (Mortelle randonnée)
- 1984: Le bon plaisir – Eine politische Liebesaffäre (Le bon plaisir)
- 1984: Tod dem Schiedsrichter (À mort l'arbitre)
- 1985: Ein Käfig voller Narren – Jetzt wird geheiratet (La cage aux folles III – „Elles“ s’ent marient)
- 1985: Mörderischer Engel (On ne meurt que deux fois)
- 1987: Mord-Skizzen (En toute innocence)
- 1987: Das Wunder des Papu (Le miraculé)
- 1988: Panther II – Eiskalt wie Feuer (Ne réveillez pas un flic qui dort)
- 1989: Dr. Petiot (Docteur Petiot)
- 1991: Die Dame, die im Meer spazierte (La vieille qui marchait dans la mer)
- 1994: Bonsoir
- 1995: Nelly & Monsieur Arnaud (Nelly et Monsieur Arnaud)
- 1996: Das Glück liegt in der Wiese (Le bonheur est dans le pré)
- 1996: Beaumarchais – Der Unverschämte (Beaumarchais, l’insolent)
- 1997: Das Leben ist ein Spiel (Rien ne va plus)
- 1997: Artemisia
- 1999: Ein Sommer auf dem Lande (Les enfants du marais)
- 2000: Liebeslust und Freiheit (Le libertin)
- 2001: Eine Schwalbe macht den Sommer (Une hirondelle a fait le printemps)
- 2001: Belphégor (Belphégor – Le fantôme du Louvre)
- 2002: Der Schmetterling (Le papillon)
- 2005: Merry Christmas (Joyeux Noël)
- 2007: Fred Vargas – Fliehe weit und schnell (Pars vite et reviens tard)